# Hugh Myers

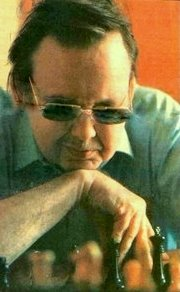
Hugh Myers, 1992

Hugh Edward Myers (* 30. Januar 1930 in Decatur (Illinois); † 22. Dezember 2008 in Davenport (Iowa)) war ein US-amerikanischer Schachspieler und Eröffnungstheoretiker.

## Leben
Myers schloss 1951 ein Studium der Geschichte und Politikwissenschaft an der Millikin University in Decatur ab. Nach 1954 war er im öffentlichen Dienst als Außendienstmitarbeiter in Steuer- und Rentenangelegenheiten tätig. Im Jahr 1965 ging er als Mitarbeiter des Friedenscorps in die Dominikanische Republik, wo er einige Jahre als Lehrer arbeitete. Später kehrte er in die USA zurück und konzentrierte sich auf seine Tätigkeit als Schachpublizist. Myers hatte zwei Söhne und zwei Töchter.

## Schachlaufbahn
Das Schachspiel erlernte Myers im Alter von 10 Jahren, 1946 spielte er sein erstes Turnier. Im Jahr 1951 wurde er geteilter Erster bei der Staatsmeisterschaft von Illinois, 1955 gewann er die Staatsmeisterschaft von Wisconsin. 1957 lebte er dann in New York und war dort Mitglied des Manhattan Chess Club. Von 1960 bis 1961 hielt er sich in Spanien auf und spielte dort für verschiedene Schachvereine. Nach seiner Rückkehr in die USA gewann er 1962 die Staatsmeisterschaft von Missouri. In den Jahren 1968 und 1976 spielte er für seine damalige Wahlheimat, die Dominikanische Republik, bei den Schacholympiaden in Lugano und Haifa jeweils am Spitzenbrett. Dabei erzielte Myers 11 Punkte aus 26 Partien. Im Jahr 1983 wurde er geteilter Erster bei der Staatsmeisterschaft von Iowa. Aus gesundheitlichen Gründen spielte er danach nur noch wenig Turnierschach und konzentrierte sich auf seine eröffnungstheoretischen Arbeiten. 1986 setzte er sich für die Wiederwahl von Florencio Campomanes zum Präsidenten der FIDE ein.
Myers trug den Titel eines „National Master“ des US-Schachverbandes. Seine beste (nachträglich berechnete) historische Elo-Zahl war 2322 im Dezember 1969.

## Eröffnungstheoretiker und Schachpublizist
Myers war für seine unkonventionellen Eröffnungsideen bekannt. Zu seinen Favoriten gehörte die Nimzowitsch-Verteidigung, über die er 1973 das Buch The Nimzovich Defense verfasste. Es wurde mehrfach neu aufgelegt und auch ins Französische übersetzt. Außerdem schrieb er die Bücher New Strategy in the Chess Openings (1968), Reversed King Pawns, Mengarini's Opening (1977) und Exploring the Chess Openings (1978). Von 1979 bis 1988 erschienen 38 Hefte der von ihm herausgegebenen Zeitschrift The Myers Openings Bulletin, von 1992 bis 1996 neun Doppelhefte als Fortsetzung unter dem abgeänderten Titel New Myers Openings Bulletin. Darin behandelte er oftmals exzentrische Ideen wie beispielsweise 1. Sg1–h3 (mit der Idee 2. f2–f4) oder 1. e2–e4 c7–c5 2. a2–a4. Das Magazin wirkte anregend auf Stefan Bücker, der 1996 die teilweise ähnlich ausgerichtete Schachzeitschrift Kaissiber ins Leben rief.
Die von ihm Myers ausführlich analysierte Eröffnung 1. c2–c4 g7–g5 wird im englischsprachigen Bereich Myers' Defense genannt. Den Zug g7–g5 wandte er auch als Antwort auf 1. g2–g3 an. 2002 veröffentlichte er eine Autobiographie unter dem Titel A Chess Explorer, die 130 seiner Partien enthält.